# Reliquias de María
Las reliquias de la Virgen María son varios objetos que estuvieron en contacto con la Virgen y que son venerados en diversos templos cristianos. Debido a que según la tradiciones católica y ortodoxa María fue asunta al Cielo en cuerpo y alma, no se conservan de ella reliquias de primer orden (restos óseos), aunque sí sus cabellos y su leche materna.

## Reliquias
Las reliquias más destacadas son su túnica, su velo, su cíngulo, sus cabellos, su leche materna y su anillo nupcial.

### Cíngulo

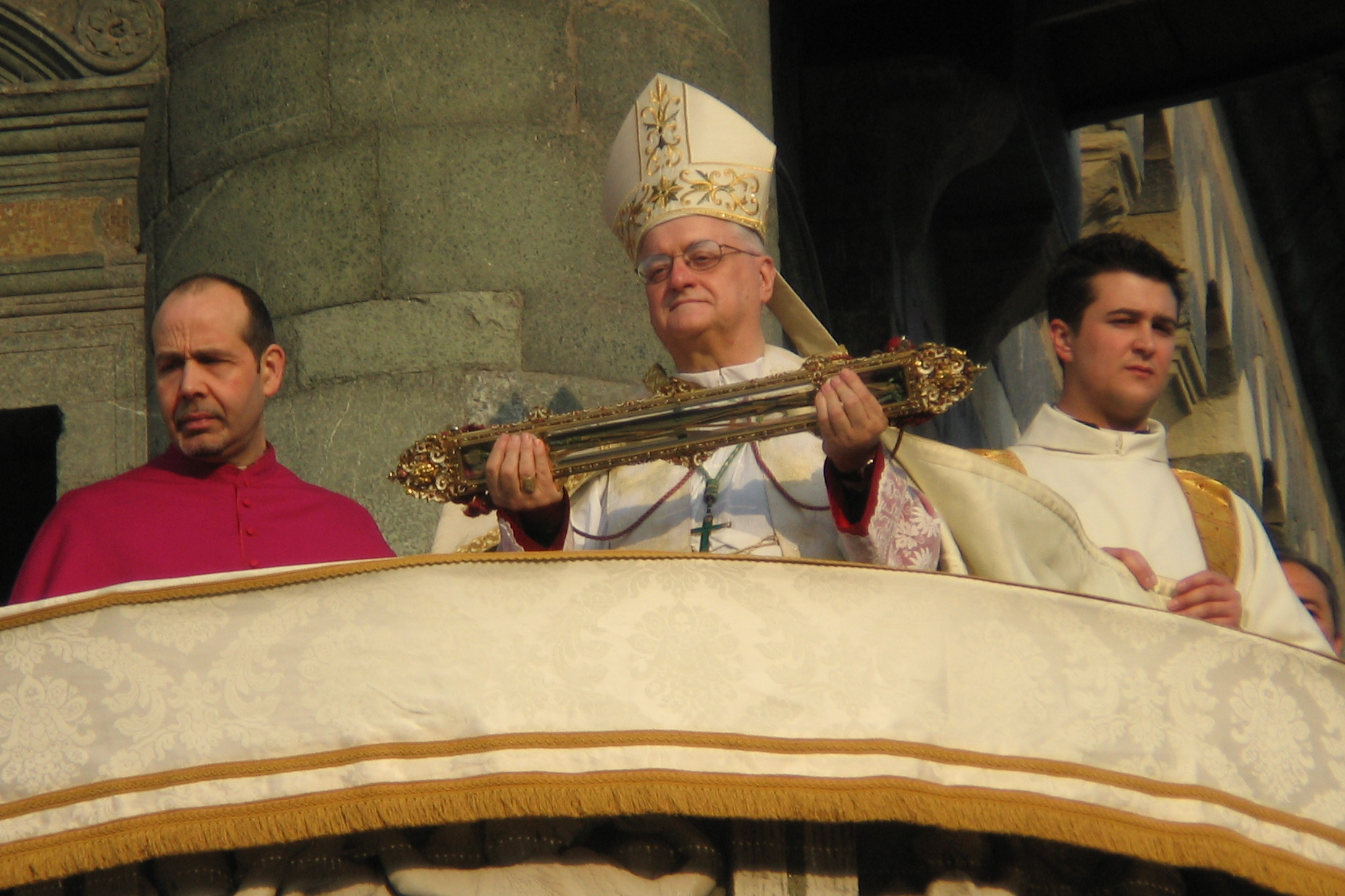
El obispo de Prato mostrando el cíngulo de la Virgen desde el púlpito de la catedral (8 de abril de 2007)

Esta reliquia, también conocida como Sacro Cingolo, Sacra Cintola o Cinto de Theotokos, fue cortada en varias ocasiones con el paso del tiempo y, al parecer, actualmente solo se conservan unos pocos trozos, siendo los custodiados en Italia y Grecia los más famosos.
El origen de la reliquia resulta confuso. Según los evangelios apócrifos, sobre todo el de José de Arimatea, la propia Virgen entregó su cinturón al Apóstol Tomás:

Después el bienaventurado Tomás se puso a contarles cómo se encontraba celebrando misa en la India. Estaba aún revestido de los ornamentos sacerdotales cuando ignorando la palabra de Dios, se vio transportado al monte Olivete y tuvo ocasión de ver el cuerpo santísimo de la bienaventurada Virgen María que subía al cielo; y rogó a ésta que le otorgara una bendición. Ella escuchó su plegaria y le arrojó el cinturón con que estaba ceñida. Entonces él mostró a todos el cinturón.

El fragmento custodiado en Italia fue confeccionado mediante el uso de lana de cabra e hilos de color dorado a modo de adorno, los cuales recubren también el borde del cinturón, el cual mide 87 centímetros de largo por 3 de ancho y posee pequeños botones con forma de aceituna.
Se conoce que en el año 1141 un caballero noble llamado Michele Dagomari, mercader de profesión, recibió el cíngulo como dote por su matrimonio con una joven llamada María, quien era oriunda de Jerusalén. Gracias al examen de los escritos en latín conservados en la catedral de la ciudad, se pudo constatar que Michele había viajado probablemente a Jerusalén en 1141, donde conoció a su futura esposa, quien descendía del sacerdote al que el Apóstol Tomás había confiado la reliquia antes de su partida a la India. Tras el enlace, cuando la pareja se disponía a viajar a Prato, la madre de María obsequió a su hija el cinturón de la Virgen, el cual había sido transmitido de generación en generación. Posteriormente, en el año 1172, el propio Michele hizo entrega de esta reliquia en su lecho de muerte a un sacerdote, a quien confesó todo cuanto sabía de la misma. Su fama llegó a tal punto que el propio San Francisco de Asís acudió a la Catedral de Prato en 1212 con el fin de venerar la reliquia.
En 1312 un pistoyés de nombre Giovanni de Ser Landetto, conocido como «Musciattino», intentó robar la reliquia, si bien al abandonar la ciudad se perdió en la niebla y regresó a Prato pensando que había llegado a Pistoya. Una vez apresado, fue sentenciado a sufrir la amputación de su mano derecha y a ser arrastrado a continuación por un burro. Tras esto, fue conducido a la orilla de un río, donde fue quemado en la hoguera.
En el siglo XVI el cíngulo, conservado en una caja de plata, fue depositado gracias a la familia Médici en un relicario realizado en cristal y oro, donde se custodia actualmente, exhibiéndose únicamente en fechas señaladas. El 6 de septiembre de 1996 se hizo público un mensaje del papa Juan Pablo II dirigido al obispo Gastone Simoni con ocasión del sexto centenario de la colocación de la reliquia en la Capilla del Santo Cíngulo de la Catedral de Prato:

Varios artistas han representado a la Virgen Santísima durante su Asunción, en el momento de quitarse el cinturón y entregárselo al Apóstol Tomás. Precisamente a partir de esta pía tradición popular, la reliquia se ha convertido para los fieles en una invitación a contemplar el misterio de la Asunción de la Virgen al cielo en alma y cuerpo.

Respecto al fragmento conservado en Grecia, el mismo se custodia en el Monasterio de Vatopedi, en el Monte Athos. Según la tradición ortodoxa, el cíngulo fue elaborado por la propia María a partir de pelo de camello. La reliquia permaneció en Jerusalén hasta su traslado a Constantinopla en el siglo XV junto con la túnica de la Virgen, siendo depositada en un templo ubicado en el mismo lugar donde actualmente se encuentra la Iglesia de Santa María de las Blanquernas, en Estambul, Turquía. El cinturón fue bordado con hilo de oro por la emperatriz Zoe, esposa de León VI, en señal de gratitud debido a una cura milagrosa.
Durante el reinado de Manuel I Comneno se instauró el 31 de agosto como día festivo en honor al cíngulo según el calendario ortodoxo. Posteriormente, el emperador Juan VI Cantacuceno donó la reliquia al Monasterio de Vatopedi, donde se conserva actualmente en un relicario de plata el cual representa al propio templo.

### Velo
También es de resaltar las reliquias del velo de la Virgen, la mayoría se encuentra en la Catedral de Chartres de Francia pero en otros puntos como en el Convento-Santuario de la Virgen de las Maravillas de Cehegín se pueden encontrar fragmentos  del mismo velo.

### Leche materna
Esta reliquia se conserva en un gran número de templos, lo que motivó que Calvino ironizase al respecto: «Ni aunque la Virgen hubiera sido una vaca, en toda su vida podría haber producido tal cantidad de leche».